# Ceratobaeus fursovi
Ceratobaeus fursovi är en stekelart som beskrevs av Kononova 1997. Ceratobaeus fursovi ingår i släktet Ceratobaeus och familjen Scelionidae. Inga underarter finns listade i Catalogue of Life.